# Пола Негри (мюзикл)
«По́ла Не́гри» (пол. Polita) — польский стереоскопический мюзикл на либретто и слова Агаты Миклашевска, музыку Януша Стоклосы. Мировая премьера состоялась 4 декабря 2011 года в здании арены «Лучник» города Быдгоща, Польша.

## История
Идея создания мюзикла о жизни актрисы Полы Негри пришла режиссёру Янушу Юзефовичу в 1993 году, однако технически воплотить её смог лишь почти двадцать лет спустя. Над дизайном сцены и костюмами работала Мария Бальцерек, хореографию ставила Барбара Деска. Стереоскопический видеоконтент создан компанией «Platige Image». Мировая премьера под названием «Полита» (пол. Polita) состоялась 4 декабря 2011 года в здании арены «Лучник» города Быдгоща, затем постановка переехала в театр «Студия „Буффо“», где по сей день идёт её блочный прокат.

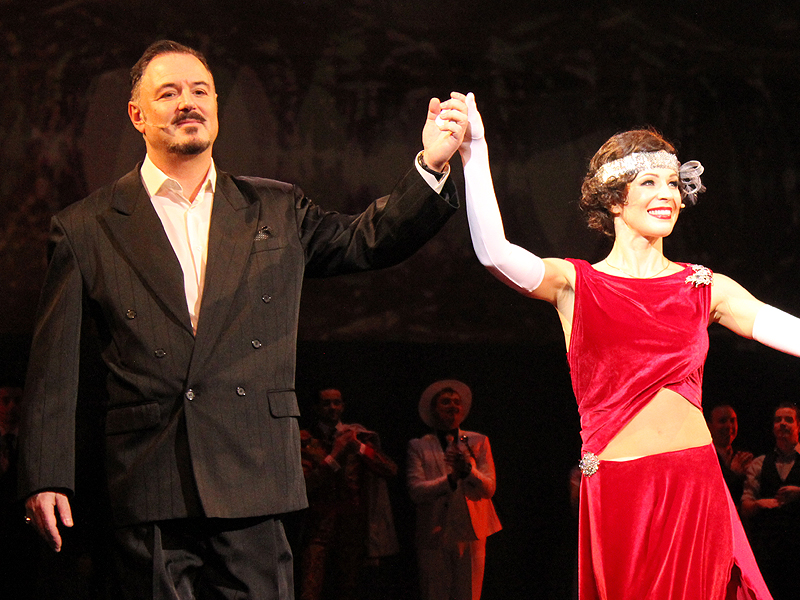
Максим Леонидов в роли Эрнста Любича и Ирина Медведева в роли Полы Негри.

Российская версия мюзикла поставлена театральной компанией «Let It Show Production». Специально для неё были переписаны либретто и стихи Галиной Полиди и Юрием Ряшенцевым соответственно. Работа над проектом заняла полтора года. По заявлению создателей, кастинг был очень суровым. Например, на главные роли пробовались Анастасия Стоцкая, Дмитрий Дюжев и Дмитрий Певцов, которые не стали частью труппы.
Премьера состоялась в «ДК им. Ленсовета» города Санкт-Петербурга 18 декабря 2013 года. 17 сентября 2014 года прошла московская премьера мюзикла в Центральном академическом театре Российской армии. Постановка была хорошо принята и критиками, и зрителями. Мюзикл по российскому либретто скоро может быть поставлен в Китае и на Бродвее. 
Заключительный показ мюзикла в Санкт-Петербурге состоялся 18 декабря 2015 года.
22 декабря 2019 года стартовал 6-й сезон показа мюзикла в Москве. Зрителей ожидало 24 показа спектакля. 4-й сезон подряд мюзикл демонстрировался в Центральном академическом театре Российской армии в преддверии Нового года и в течение январских праздничных дней.
Заключительный показ мюзикла в Москве состоялся 12 января 2020 года.

## Персонажи
| Пола Негри   | Голливудская актриса польского происхождения.                 |
| Эрнст Любич  | Немецкий кинорежиссёр. Вместе с Полой Негри уехал в Голливуд. |
| Серж Мдивани | Грузинский князь.                                             |

## Актёрский состав
| Роль                                         | Варшава                            | Санкт-Петербург и Москва                                                                 |
| -------------------------------------------- | ---------------------------------- | ---------------------------------------------------------------------------------------- |
| Пола Негри                                   | Наташа Урбаньска                   | Теона Дольникова, Ирина Медведева, Светлана Вильгельм-Плащевская, Наташа Урбаньска       |
| Эрнст Любич                                  | Януш Юзефович                      | Гоша Куценко, Максим Леонидов, Иван Ожогин, Андрей Егоров, Дмитрий Бурлаков              |
| Князь Серж Мдивани                           |                                    | Сергей Смирнов, Иван Ожогин, Андрей Карх, Евгений Шириков                                |
| Рудольфо Валентино                           |                                    | Андрей Носков, Максим Аль-Намес, Иван Черненков                                          |
| Продюсер Адольф Цукор                        |                                    | Борис Смолкин, Виталий Стремовский, Вадим Кутузов, Сергей Смирнов, Денис Кутузов         |
| Продюсер Сэмюэл Голдвин                      |                                    | Андрей Карх, Сергей Федюшкин                                                             |
| Мать Полы (Элеонора)                         |                                    | Людмила Татарова-Джигурда, Натали Маар, Ксения Хаирова, Анна Глазкова, Юлия Богданова    |
| Отец Полы                                    |                                    | Роман Богданов                                                                           |
| Пола в детстве                               | Сузанна Гаврилюк, Наталия Недвидек | София Кварацхелия, Евдокия Малевская, Ивена Работова, Александра Гаделия, София Кадурина |
| Глория Свенсон                               |                                    | Ольга Герасимова, Ольга Никитина, Виктория Баранова, Светлана Вильгельм-Плащевская       |
| Казимир Гулевич                              |                                    | Александр Дик, Вадим Пожарский                                                           |
| Луэлла Парсонс                               |                                    | Елена Анисимова, Татьяна Морозова, Виктория Баранова                                     |
| Хейда / Шейла                                |                                    | Дарья Кожина, Ольга Гусева, Полина Шульева, Юлия Баранова, Ирина Чугаевская              |
| Геббельс                                     |                                    | Евгений Безбог, Илья Баранов, Вадим Пожарский                                            |
| Граф Домбский                                |                                    | Алексей Захаров, Илья Баранов, Вадим Пожарский                                           |
| Судьба                                       |                                    | Валентина Асланова, Юлия Богданова                                                       |
| Пола в преклонном возрасте (голос за кадром) |                                    | Валентина Кособуцкая                                                                     |

## Музыка

### Музыкальные партии
| Акт I - «Тёмное танго» — Отец Полы и ансамбль - «Молитва юной Полы» — Пола в детстве - «Сумурин» - «Тревога матери» — Мать Полы - «Песня Любича» — Эрнст Любич - «В поместье» — Пола и Эрнст - «Час прибытия» — Пола - «Ревю Зигфельда» — == - «Чарльстон: Вавилон» — Ансамбль - «Снимем Фильм» — Адольф Цукор - «Адреналин» — Пола | Акт II - «Сплетни» — Шейла, Хейда и Луэлла - «Танго Валентино» — Оркестр - «Сплетни (реприза)» — Шейла, Хейда и Луэлла - «Песня князя Мдивани» — Серж Мдивани - «Полёт» — Пола и Эрнст - «Цыганская» — Пола - «Грусть» — Пола - «В пустом дворе» — Мать Молы - «Вот и настала тишина» — Пола и Эрнст |

### Оркестр
Оркестр в мюзикле отсутствует. Фоновая музыка и исполнение вокальных партий происходит под минусовые фонограммы.

### Саундтрек
Выход оригинального саундтрека мюзикла «Пола Негри» на CD состоялся в 2014 году. В записи принимала участие российская труппа. В альбом вошли все музыкальные номера.
| №   | Название                               | Исполнитель                                 | Длительность |
| --- | -------------------------------------- | ------------------------------------------- | ------------ |
| 1.  | «„Тёмное танго“ / „Молитва юной Полы“» | Альберт Жалилов / София Кварацхелия         | 5:52         |
| 2.  | «Сумурин»                              | Алексей Фалилеев                            | 8:59         |
| 3.  | «Тревога матери»                       | Елена забродина                             | 2:55         |
| 4.  | «Песня Любича»                         | Максим Леонидов                             | 5:05         |
| 5.  | «В поместье»                           | Ирина Медведева и Гоша Куценко              | 3:17         |
| 6.  | «Час прибытия»                         | Теона Дольникова                            | 3:13         |
| 7.  | «Ревю Зигфельда»                       | Константин Китанин                          | 2:44         |
| 8.  | «Чарльстон: Вавилон»                   | Ансамбль                                    | 3:09         |
| 9.  | «Снимем Фильм»                         | Борис Смолкин, Валерий Кухарешин и ансамбль | 4:36         |
| 10. | «Адреналин»                            | Светлана Вильгельм-Плащевская               | 3:49         |
| 11. | «Сплетни»                              | Булыгина, Терновая, Чугаевская              | 2:53         |
| 12. | «Танго Валентино» (score)              |                                             | 5:04         |
| 13. | «Сплетни» (реприза)                    | Булыгина, Кожина, Чугаевская                | 1:00         |
| 14. | «Песня князя Мдивани»                  | Иван Ожогин и ансамбль                      | 2:32         |
| 15. | «Полёт»                                | Максим Леонидов и Теона Дольникова          | 3:58         |
| 16. | «Цыганская»                            | Ирина Медведева и ансамбль                  | 2:20         |
| 17. | «Грусть»                               | Ирина Медведева                             | 4:50         |
| 18. | «В пустом дворе»                       | Татьяна Кулакова                            | 2:52         |
| 19. | «Вот и настала тишина»                 | Ирина Медведева и Гоша Куценко              | 2:26         |

## Постановки
| Город (страна)            | Компания                 | Театральная площадка | Дата открытия | Дата закрытия | Кол-во спектаклей    |
| ------------------------- | ------------------------ | -------------------- | ------------- | ------------- | -------------------- |
| Варшава* (Польша)         | «Студия „Буффо“»         | «Студия „Буффо“»     | 04.12.2011    | в прокате     | н.д. (на 11.05.2016) |
| Санкт-Петербург* (Россия) | «Let It Show Production» | ДК им. Ленсовета     | 18.12.2013    | 18.12.2015    | 100+ (на 11.05.2016) |
| Москва* (Россия)          | «Let It Show Production» | ЦАТРА                | 17.09.2014    | 12.01.2020    | 100+ (на 11.05.2016) |

(*) — прокат блочного типа.

### Гастрольные
| Город (страна) | Компания                 | Театральная площадка | Дата открытия | Дата закрытия | Кол-во спектаклей |
| -------------- | ------------------------ | -------------------- | ------------- | ------------- | ----------------- |
| Сочи (Россия)  | «Let It Show Production» | «Ледяной куб»        | 25.06.2016    | 02.08.2016    | 20+               |

## Реакция

### Отзывы критиков
Обозреватель «Российской газеты» Валерий Кичин очень высоко оценил мюзикл, не раз отметив удачное сочетание театрального действа и кинематографа: «Лучшие сцены спектакля придуманы восхитительно и действительно способны захватить дух. Как всё доселе невиданное, их нужно обязательно посмотреть. Но они бесспорно перетягивают на себя внимание как авторов шоу, так и зрителей. На них ушла вся изобретательность авторов. И сюжет явно придумывался с целью нанизать эти придумки, как шашлык на шампур. И выбран простейший путь: тот самый пересказ биографии голливудской мегазвезды. Биография эффектна: упоминают и роман с Чарли Чаплиным, и брак с Рудольфо Валентино, и соперничество с Глорией Свенсон, и замужество за грузинским князем Мдивани. Есть повод показать кинохронику тех лет и множество фрагментов из фильмов с Полой Негри — за что отдельное спасибо. Архивные кадры в спектакль вмонтированы очень умело и отлично в нём работают, делая мюзикл еще и песней в честь великого смежного искусства — кино».
Михаил Садчиков из «Вечерней Москвы» пророчит российской постановке светлое будущее: «Теперь, когда нервозность от премьерных вечеров улеглась, можно спокойно выдохнуть: петербургский зритель (и не только: на спектаклях было множество московских поклонников!) увидел качественный, дорогой, интересный и весьма оригинальный спектакль, который вполне способен пополнить обойму российских топовых мюзиклов нынешнего десятилетия».
Театральный критик Елена Кулишенко не ожидала, что мюзикл будет удачным: Я искушённый зритель и скептически относилась к постановке. Думала, что всё будет сделано гораздо скромнее в плане технологий и постановки. Надо отдать должное Юзефовичу, мюзикл удался. Это европейский уровень.

### Зрители
Российской публикой мюзикл «Пола Негри» был принят хорошо. Зрительская оценка на сайте журнала «Афиша» по результатам 77 голосов составляет 4 звезды из 5 (по данным на 11 мая 2016 года). Из 40 рецензий к отрицательным и нейтральным относятся 14, остальные 26 — положительные.

## Интересные факты
- В российской постановке задействовано 43 реальных и 100 виртуальных артистов, две живых лошади, один электромобиль и один макет самолёта, который управляется людьми, а не автоматикой[7].
- Для того, чтобы была возможность проецировать стереоизображение, между экраном и двумя проекторами должно быть расстояние не менее 20 метров[7].